# Tour de Qatar de 2015
El Tour de Qatar de 2015 va ser la catorzena edició del Tour de Qatar. La cursa es disputà en sis etapes, una d'elles contrarellotge individual, entre el 8 i el 13 de febrer de 2015. Organitzada per l'Amaury Sport Organisation (ASO), els organitzadors del Tour de França, té una categoria 2.HC, i formà part de l'UCI Àsia Tour 2015.
La cursa va ser guanyada pel neerlandès Niki Terpstra (Etixx-Quick Step), que d'aquesta manera revalidava la victòria aconseguida l'any anterior. Terpstra aconseguí el liderat de la cursa en guanyar la tercera etapa, una contrarellotge individual, i el va mantenir fins al final. Maciej Bodnar (Team Tinkoff-Saxo) acabà en segona posició, a sis segons de Terpstra; mentre Alexander Kristoff, vencedor de tres etapes, acabà en tercera posició, a nou segons del vencedor.
En les classificacions secundàries Kristoff obtingué el mallot dels punts gràcies a les seves tres victòries d'etapa. Peter Sagan (Team Tinkoff-Saxo) fou el vencedor de la classificació dels joves i l'Etixx-Quick Step guanyà la classificació per equips.

## Equips participants
Els 17 equips participants són:
- 12 equips World Tour: Astana Qazaqstan Team, BMC Racing Team, Etixx-Quick Step, FDJ, Team Giant-Alpecin, IAM Cycling, Team Katusha, Lampre-Merida, Movistar Team, Orica-GreenEDGE, Team Sky, Team Tinkoff-Saxo
- 5 equips continentals professionals: Bardiani Valvole-CSF Inox, Bora-Argon 18, Cofidis, MTN Qhubeka, Topsport Vlaanderen-Baloise

## Etapes
| Etapa    | Data         | Recorregut                           |                           | Km    | Vencedor d'etapa         | Líder de la general      | Ref.  |
| -------- | ------------ | ------------------------------------ | ------------------------- | ----- | ------------------------ | ------------------------ | ----- |
| 1a etapa | 8 de febrer  | Dukhan - Sealine Beach Resort        | Etapa plana               | 136   | José Joaquín Rojas (ESP) | José Joaquín Rojas (ESP) | [ 5 ] |
| 2a etapa | 9 de febrer  | Al Wakrah - Al-Khor Corniche         | Etapa plana               | 194.5 | Alexander Kristoff (NOR) | Alexander Kristoff (NOR) | [ 6 ] |
| 3a etapa | 10 de febrer | Lusail Circuit - Lusail Circuit      | contrarellotge individual | 10.9  | Niki Terpstra (NED)      | Niki Terpstra (NED)      | [ 7 ] |
| 4a etapa | 11 de febrer | Al Thakhira - Mesaieed               | Etapa plana               | 165.5 | Alexander Kristoff (NOR) | Niki Terpstra (NED)      | [ 8 ] |
| 5a etapa | 12 de febrer | Al Zubarah Fort - Madinat ash Shamal | Etapa plana               | 153   | Alexander Kristoff (NOR) | Niki Terpstra (NED)      | [ 9 ] |
| 6a etapa | 13 de febrer | Sealine Beach Resort – Doha Corniche | Etapa plana               | 124.5 | Sam Bennett (IRL)        | Niki Terpstra (NED)      | [ 3 ] |

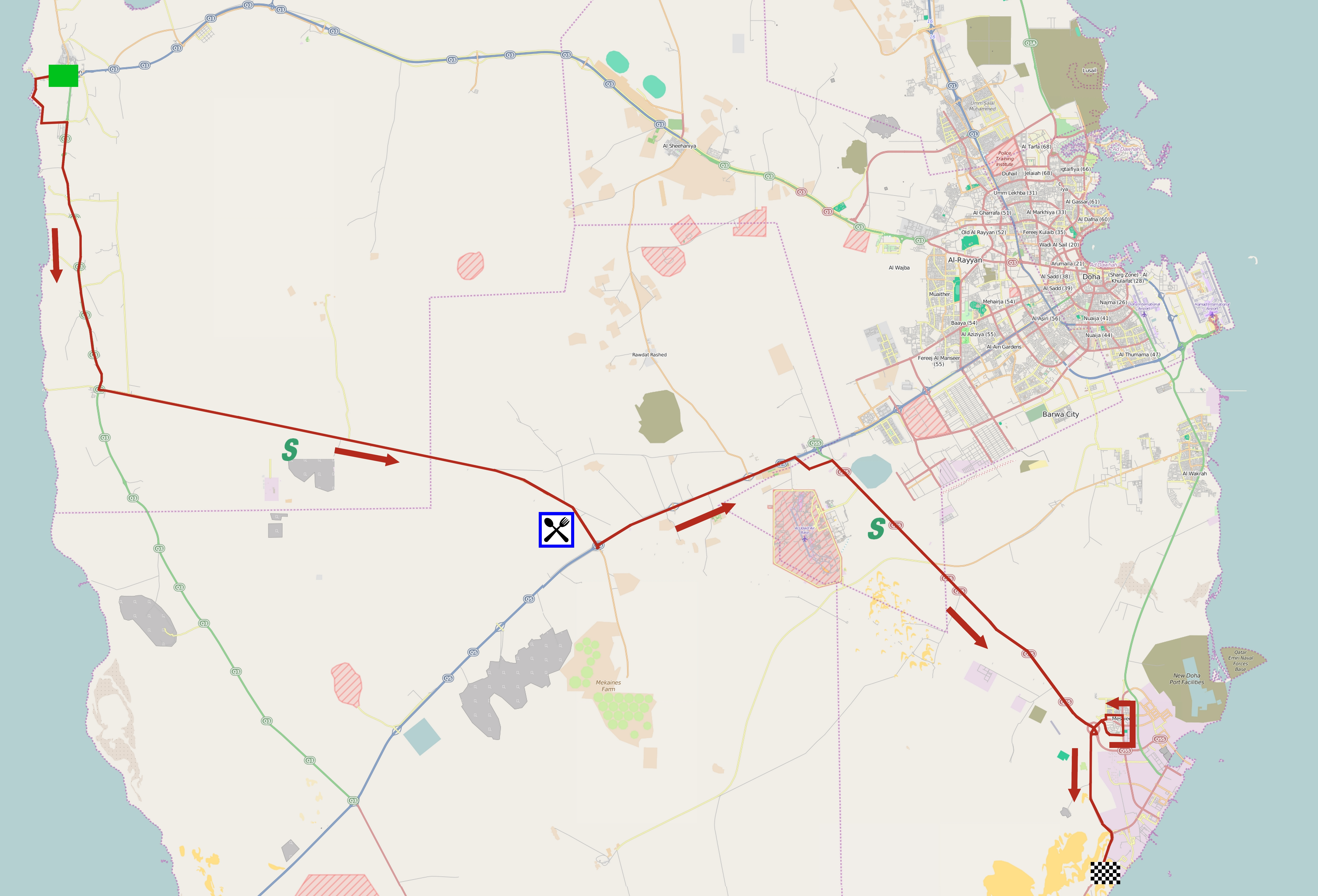
1.
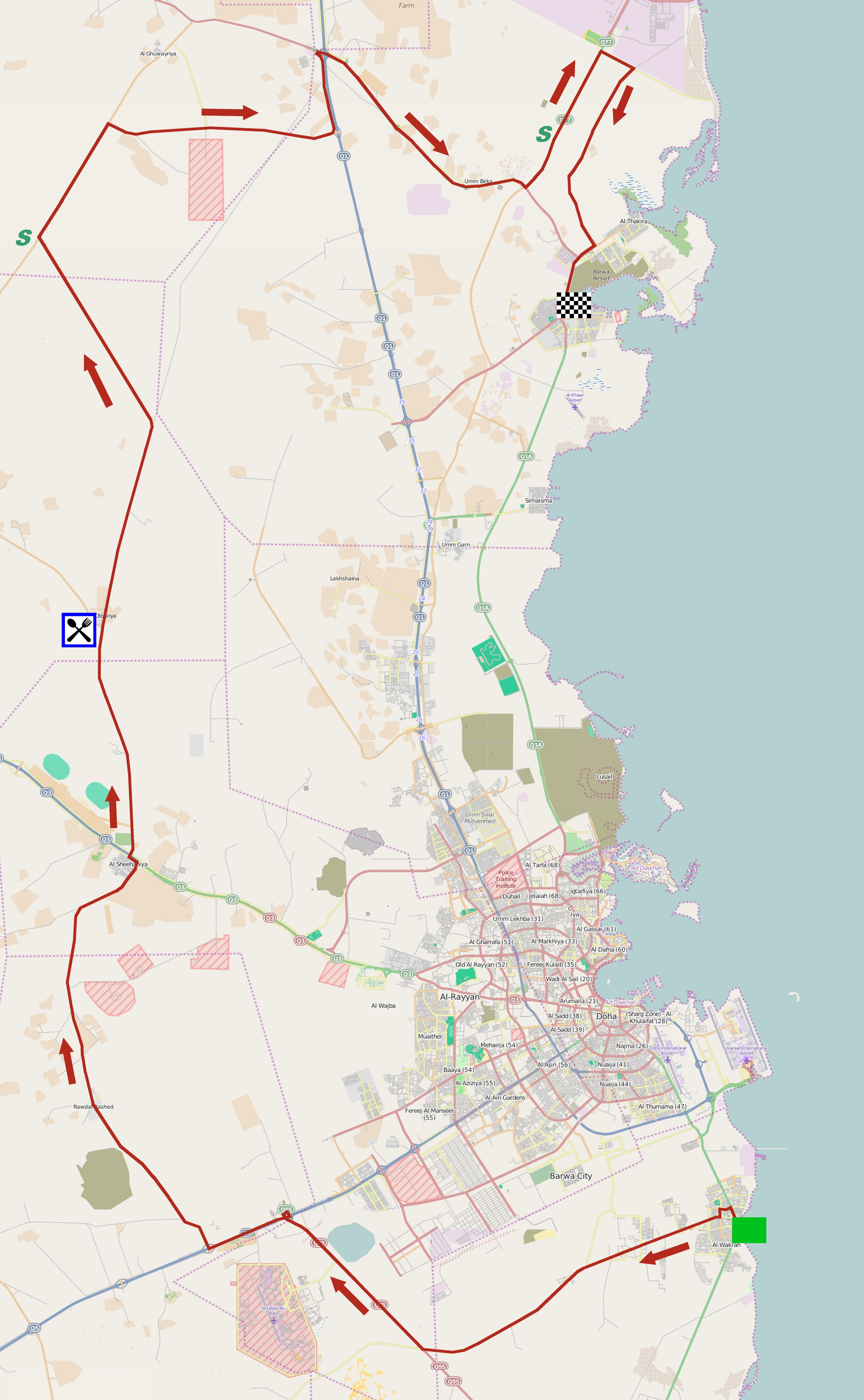
2.
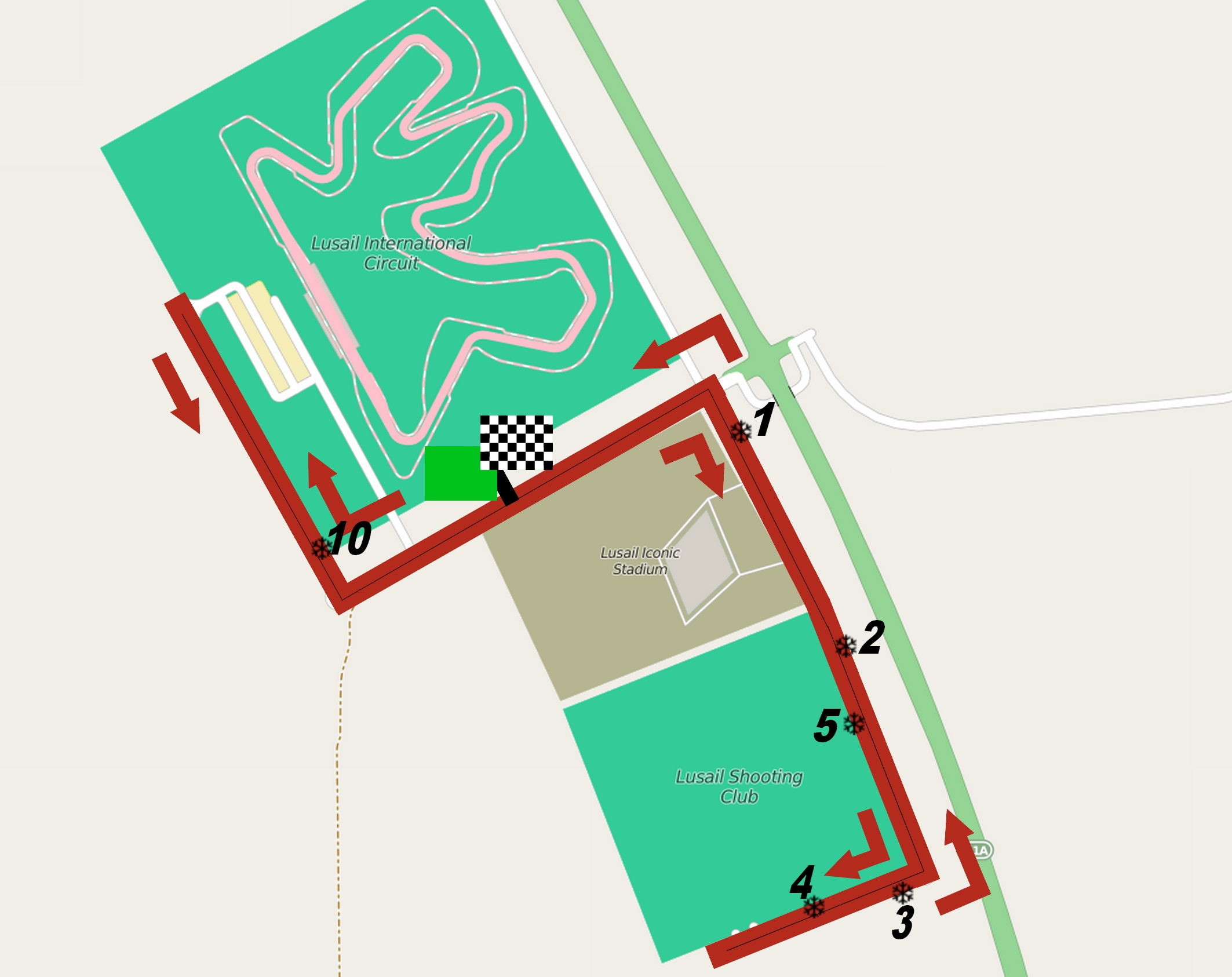
3.
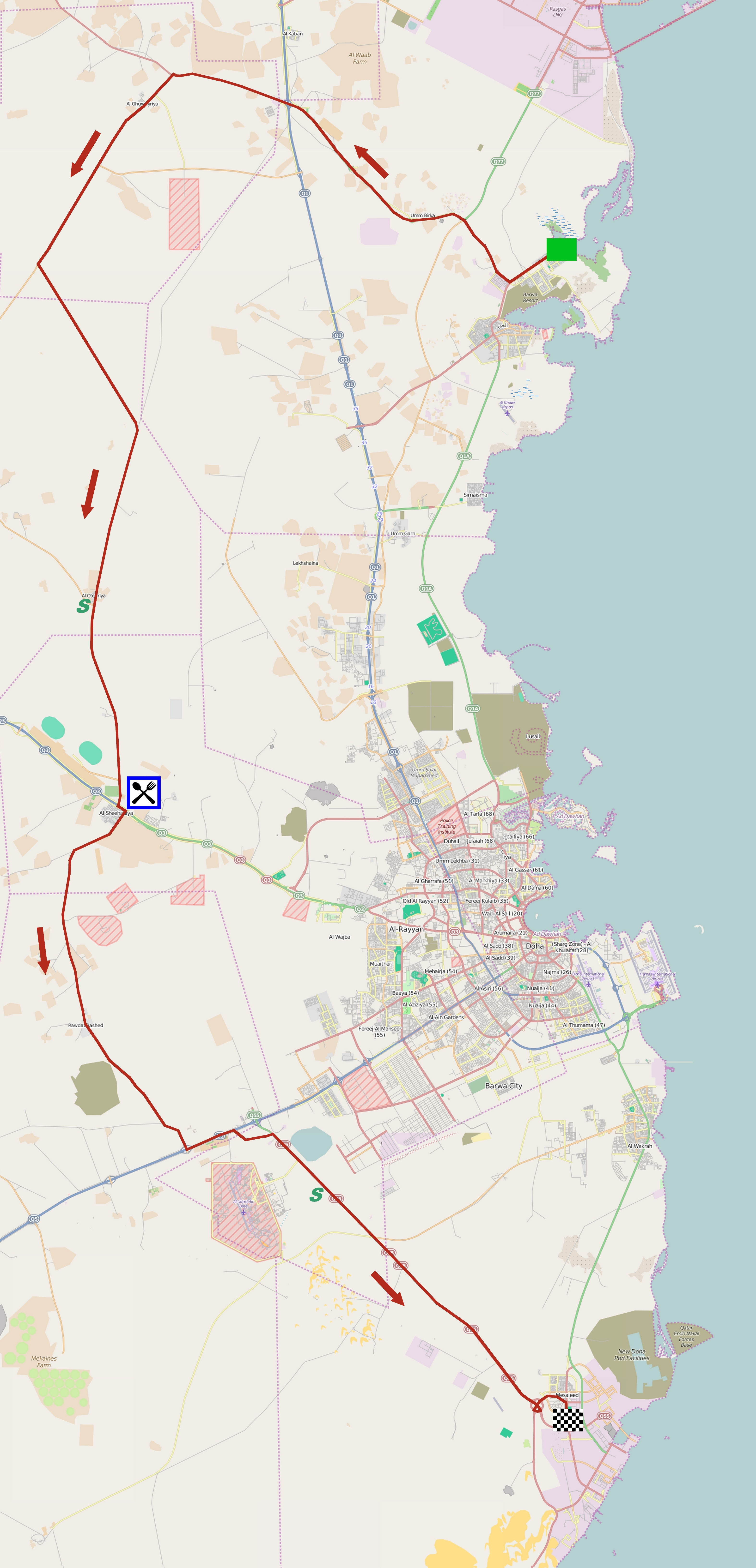
4.
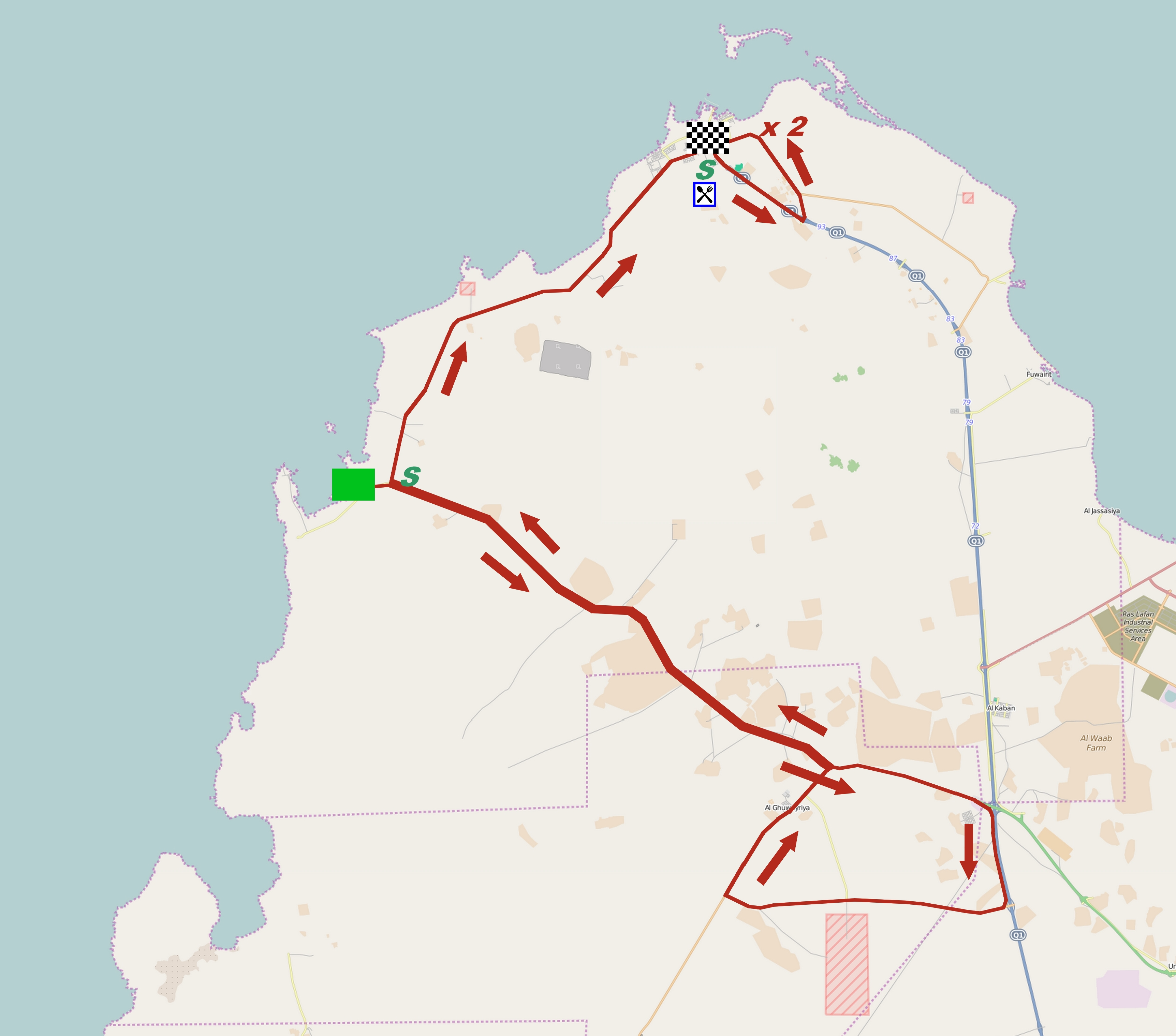
5.
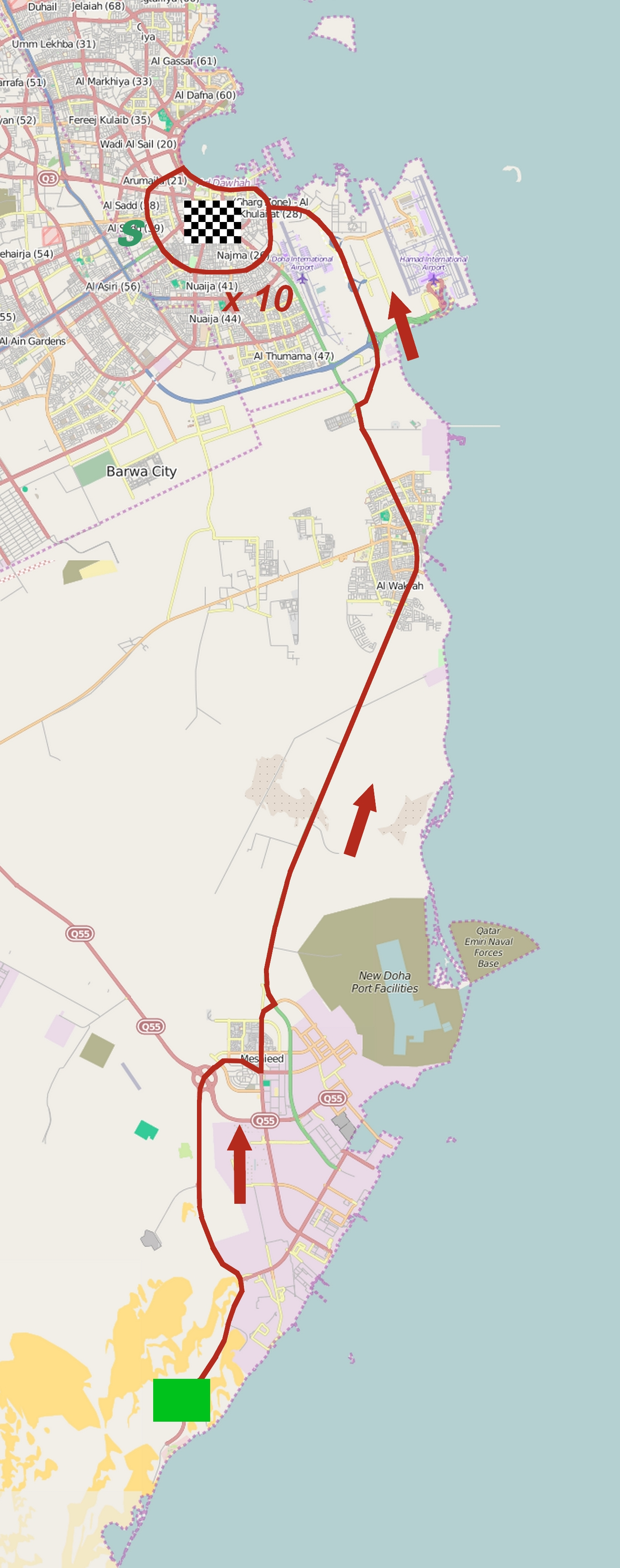
6.

## Classificació general final
|    | Ciclista                 | Equip                 | Temps       |
| -- | ------------------------ | --------------------- | ----------- |
| 1  | Niki Terpstra (NED)      | Etixx-Quick Step      | 17h 36' 48" |
| 2  | Maciej Bodnar (POL)      | Team Tinkoff-Saxo     | + 6"        |
| 3  | Alexander Kristoff (NOR) | Team Katusha          | + 9"        |
| 4  | Ian Stannard (GBR)       | Team Sky              | + 12"       |
| 5  | Greg Van Avermaet (BEL)  | BMC Racing Team       | + 19"       |
| 6  | Peter Sagan (SVK)        | Team Tinkoff-Saxo     | + 31"       |
| 7  | Luke Rowe (GBR)          | Team Sky              | + 33"       |
| 8  | Heinrich Haussler (AUS)  | IAM Cycling           | + 39"       |
| 9  | Tom Boonen (BEL)         | Etixx-Quick Step      | + 39"       |
| 10 | Andrí Hrivko (UKR)       | Astana Qazaqstan Team | + 41"       |

## Evolució de les classificacions
| Etapa | Vencedor           | Classificació general | Classificació per punts | Classificació dels joves | Classificació per equips |
| ----- | ------------------ | --------------------- | ----------------------- | ------------------------ | ------------------------ |
| 1     | José Joaquín Rojas | José Joaquín Rojas    | José Joaquín Rojas      | Arnaud Démare            | Astana Qazaqstan Team    |
| 2     | Alexander Kristoff | Alexander Kristoff    | Tom Boonen              | Peter Sagan              | Etixx-Quick Step         |
| 3     | Niki Terpstra      | Niki Terpstra         | Tom Boonen              | Luke Rowe                | Etixx-Quick Step         |
| 4     | Alexander Kristoff | Niki Terpstra         | Alexander Kristoff      | Luke Rowe                | Etixx-Quick Step         |
| 5     | Alexander Kristoff | Niki Terpstra         | Alexander Kristoff      | Peter Sagan              | Etixx-Quick Step         |
| 6     | Sam Bennett        | Niki Terpstra         | Alexander Kristoff      | Peter Sagan              | Etixx-Quick Step         |
| Final | Final              | Niki Terpstra         | Alexander Kristoff      | Peter Sagan              | Etixx-Quick Step         |